# 63A busz (Salgótarján)
A salgótarjáni 63A jelzésű autóbusz egy körjárati autóbusz volt, amely 2012.március 31-én szűnt meg. Utolsó változata a Helyi autóbusz-állomás – Sugár út – Eperjes telep – Füleki úti körforgalom – Helyi autóbusz-állomás útvonalon közlekedett.

## Története
1997.október 1-én új autóbusz járathálózatot hoztak lére, aminek egyik új eleme volt a 63A jelzésű járat. A korábbi 3Y és 3A jelzésű buszok, megszűntek a 10-es busz járatainak nagy részét visszavágták a ZSE Sporttelepig (ma:Uzoni Iskola). A 3Y helyett a 63Y a 3A helyett 63A jelzéssel indult új autóbuszjárat. A 63Y a Camping telep – Postai aluljáró – Eperjes telep – Sugár út – BRG – Camping telep útvonalon, míg a 63A vele ellentétesen közlekedett.
2007-ben a 63Y és a 63A megszűnt, helyettük újra a 3Y és a 3A jelzésű autóbusz közlekedett, előbbi a Helyi autóbusz-állomás – Eperjes telep – Sugár út – Helyi autóbusz-állomás útvonalon, míg utóbbi vele ellentétesen közlekedett. Még ugyanebben az évben a két járatot összevonták, és 3K jelzéssel közlekedett a továbbiakban.
2012-ben újabb fordulat következett a 63Y és a 63A járatok életében. Az év februárjában új menetrendet vezettek be, amiben jelentős járatritkítás történt, autóbuszjáratokat szüntettek meg, többek között a 3K, az akkor már újra a Sugár útig közlekedő 10-es, és a város tömegközlekedésének "ütőerének" számító 63-as busz is. A pótlásukat az újból bevezetett 63Y és 63A jelzésű járatok látták el. A 63Y a régi, míg a 63A új útvonalon (Helyi autóbusz-állomás – Sugár út – Eperjes telep – Füleki úti körforgalom – Helyi autóbusz-állomás) járt.
Az új menetrend a városlakókban felháborodást keltett, így ennek hatására Salgótarján akkori városvezetése visszavonta a februári menetrendet, és 2012.április 1-től a régi járatok nagy részének visszaállításával, és új járatok indításával, új menetrendet vezetett be, amelyből kikerül a 63Y és a 63A busz is, és visszakerült a 63-as. A 3K és a 10-es busz nem.